# Bootleg
Als Bootleg wird im Bereich des Medienrechts eine Tonaufnahme oder ein Film bezeichnet, deren Vertrieb vom Rechtsinhaber nicht autorisiert wurde. Meist handelt es sich um Mitschnitte, die bei Konzerten entstanden sind – auch unautorisierte Kompilationen werden als Bootlegs vertrieben. Bootlegs sind Werke, die gelegentlich mit Schwarzpressungen verwechselt werden – Kopien, die in die Bereiche Produktpiraterie und Raubkopie fallen. Bootlegs sind überwiegend nicht autorisiert, jedoch gibt es auch autorisierte Mitschnitte. Sehr viele Bootlegs finden sich heute im Internet (YouTube), ohne dass die Urheber Einspruch einlegen.

## Begriffe
Das Wort Bootleg leitet sich von englisch bootleg - Stiefelschaft ab. Im Stiefelschaft wurden während der Prohibition in den Vereinigten Staaten Alkoholflaschen über die Grenze geschmuggelt, woraus die Zweitbedeutung to bootleg - schmuggeln entstand.
Im Gegensatz zu selbstgebrannten CDs oder aus dem Internet heruntergeladenen Audiodateien ist ein Bootleg im eigentlichen Sinne ein industriell hergestellter Tonträger, der öffentlich verkauft wird, oder ein Konzertmitschnitt, der mit anderen Sammlern ausgetauscht wird.
Das Feld der sogenannten Schwarzpressungen ist sehr weitläufig und aufgrund der noch immer nicht ganz eindeutigen Rechtslage nicht einfach zu definieren. Man unterscheidet allgemein zwischen Bootleg, Counterfeit und Pirate Pressing. Beim Counterfeit handelt es sich um die rechtswidrige Kopie einer offiziell erschienenen Platte, wie zum Beispiel Снова в СССР, eine LP von Paul McCartney, die zunächst in der Sowjetunion erschien. Pirates sind ebenfalls Nachpressungen offiziell erschienener Platten, bei denen jedoch kein Wert auf ein originalgetreues Erscheinungsbild gelegt wird, wie es zum Beispiel bei einigen Jimi-Hendrix-LPs vorkam. Seit dem Beginn der 1990er Jahre bezeichnet man als Schutzlückenbootleg vor allem Live- und Studioveröffentlichungen, die durch Gesetzeslücken an den Plattenfirmen und Künstlern vorbei bei voller Zahlung der Lizenzen an die Gema auf den Markt gebracht wurden, beispielsweise die Beatles-Box von Tchibo oder die Live & Alive beziehungsweise Live-USA-Veröffentlichungen von Imtrat. Auf dem Rechtsweg konnte die Industrie erste Erfolge erzielen, als zwei Interpreten, Phil Collins und Cliff Richard, klagten, weil ihnen bei diesen Veröffentlichungen kein Mitspracherecht eingeräumt worden war. Die in Osteuropa und in Südostasien auftauchenden, oftmals nachlässig produzierten Versionen lassen sich nur schwer in das Raster einfügen, da sie gewöhnlich lizenziert sind.
Auch das Akronym RoIO, wahlweise für Recording of Indeterminate / Independent / Illegitimate Origin, wird verwendet. In der Szene der elektronischen Tanzmusik wird als Bootleg ein Remix bezeichnet, der ohne Genehmigung und Lizenzierung erstellt wurde. Als eindeutige Urheberrechtsverletzung können diese nicht legal gekauft oder verkauft werden.

## Motivation
Seit es die Möglichkeit gibt, CDs selbst zu brennen, haben Bootlegs und die dahinter stehende Industrie an Bedeutung verloren, jedoch werden seit einigen Jahren wieder vermehrt Bootleg-CDs und LPs angeboten. Besonders aktiv ist seit 2013 das französische Bootleg-Label Verne Records, das bis 2017 rund 60 verschiedene Bootleg-LPs herausbrachte.

## Geschichte
Bereits mit dem Aufkommen der Phonographenwalze als Aufnahmemedium begann auch die Geschichte der unautorisierten Aufnahmen. Das kanadische Magazin Hot Wacks nennt in der Ergänzungsausgabe 7 (Supplement 7) auf Seite 3 in dem Artikel A History Of Bootleg Recordings den Bibliothekar der Metropolitan Opera, Lionel Mapleson, als ungewollten Urheber des Bootlegs. Thomas Alva Edison, mit dem er befreundet war, schenkte ihm einen der von ihm erfundenen Phonographen. Trotz großer Beschränkungen des Gerätes (abgesehen vom enormen Abstand zur Bühne) liefen die Zylinder nur ein paar Minuten, was die Aufnahmen ganzer Arien praktisch unmöglich machte. In der Zeit von 1901 bis 1903 schaffte es der Opernfan, eine erstaunliche Anzahl einzigartiger historischer Aufnahmen zusammenzustellen, darunter Künstler, von denen sonst keine Tonaufnahmen erhalten sind, etwa Jean de Reszke. Auch die umfangreichen Begleittexte zu den Platten (englisch: Liner Notes) erschienen zuerst auf Bootlegs.
Im Jahr 1969 begann man zunächst Blues- und Jazz-Musiker in kleinen Clubs aufzunehmen und diese Aufnahmen als Bootlegs zu vertreiben, doch nur mit mäßigem Erfolg, das erhoffte große Geschäft mit den Bootlegs blieb aus. Erst mit dem Aufkommen der Rockmusik begann die große Zeit der Bootlegs. Das erste nennenswerte Bootleg war Great White Wonder, das Aufnahmen von Bob Dylan vom Dezember 1961 (Minnesota Tapes) und April 1967 (Basement Tapes) enthielt und im Juli 1969 erschien. Von diesem Bootleg wird behauptet, dass es über 350.000 verkaufte Exemplare gab. Columbia Records veröffentlichte 1975 eine remasterte Version des Bootlegs, die Teile der Basement Tapes enthielt, um das Bootlegging dieser Aufnahmen einzudämmen. Im Jahr 1971 kamen die ersten Bootleg Label in Amerika auf den Markt, Dittolino Disk (USA 1971–1973) und Kink Kong Records (USA 1971–1974); ihnen folgten die Europäischen Labels Fruit End Production (Deutschland 1976–1978), Stoned Records (Schweden 1977) und die japanischen Labels OG Records (1975) und LLX (1976). Bald darauf tauchten einige hundert Labels auf, die sich mehr oder weniger lange in der Szene hielten. Nur wenige davon hatten später einen gewissen Namen unter Sammlern.
In der Regel lag die Auflagenstärke der Bootlegs in den USA bei 1000 Stück, in Europa 500 bis 1000 Stück und bei einigen hundert Stück in Japan. Es gab aber auch limitierte Auflagen von 30 bis 500 Stück, die oft nur als mehrfarbige Vinylschallplatte herausgebracht wurden oder die den Zweck besaßen, den Sammlerwert zu steigern. Ein Teil dieser Auflagen besitzt heute tatsächlich einen hohen Sammlerwert. 1988 erschienen die ersten Bootleg-CDs, von denen die Ultra Rare Trax Volume 1–6 von The Beatles (Swingin’ Pig) und Dallas ‘75 Volume 1&2 von Led Zeppelin (TWR Toasted/Condor) besondere Beachtung fanden. Aufmachung und Tonqualität der CDs entsprachen denen regulär erhältlicher Compact Discs. 1990 erschien die dreifach-LP/-CD-Box Atlantic City ’89 von den Rolling Stones. Hierbei handelte es sich um einen digitalen Mitschnitt eines Livekonzertes der Rolling Stones, der bei einer Satellitenübertragung aufgenommen wurde. Die Aufmachung der LP-/CD-Box und die digitale Aufnahme der Compact Discs in DDD-Qualität empfand man als sensationell. Mit über 70.000 Exemplaren ist es eines der meistverkauften Bootlegs der Welt. 1995 erschien das Vier-CD-Box-Set Handsome Girls, das die gesamte Show der Rolling Stones in Fort Worth 1978 in bestmöglicher Qualität enthielt. Dabei nutzte man originale Mischpult-Masterbänder aus den King Biscuit Flower Hour Studios, die nochmals digital abgemischt wurden. Bis heute gibt es kaum eine vergleichbare Vier-CD-Box-Set Bootleg-CD in dieser Klangqualität.
```
In den folgenden Jahren verschwanden die Bootleg-LPs fast vollständig vom Markt, und es wurden nun überwiegend CDs angeboten, die fast ausschließlich einen hervorragenden Klang hatten. Man ging dazu über, Radio- oder Fernseh-Liveübertragungen mitzuschneiden oder direkt das Mischpult bei einem Livekonzert anzuzapfen. Ältere Bootlegaufnahmen wurden remastert, dabei bediente man sich u.
 
a. des 
NoNoise
-Verfahrens von 
Sonic Solutions
, das Audio-Artefakte wie Brummen, Kratzer und Rauschen entfernte.
```

## Rockmusik und Bootlegs
Gegen Ende der 1960er Jahre blühte die Rockmusik auf und entwickelte sich von der reinen Unterhaltungsware zur ernsthaften Kunstform. Die neuen Idole wie Bob Dylan, The Rolling Stones, The Doors und Led Zeppelin wurden vor allem durch ihre Konzerttourneen bekannt. Platten mit Konzertmitschnitten gab es kaum; deshalb entstand bei den Fans der Wunsch, Live- und Demoaufnahmen ihrer Idole zu besitzen. Das erste bedeutende Bootleg enthielt jedoch noch ausschließlich Studioaufnahmen. Zwei junge Männer aus Kalifornien produzierten 1969 das erste Rock-Bootleg Great White Wonder mit Aufnahmen, die Bob Dylan nicht offiziell erscheinen lassen wollte. Es enthielt Ausschnitte aus den sogenannten Basement Tapes. Das Cover war weiß, ebenso die Label des Doppelalbums. Obwohl die Musikindustrie schließlich Gegenmaßnahmen ergriff (das Album hatte inzwischen mehrere Privatauflagen erlebt), war die Produktion weiterer Schwarzpressungen nicht mehr zu stoppen, wenngleich Bootlegs aufgrund ihrer oftmals mäßigen Tonqualität und Produktion anfangs vornehmlich nur auf einen elitäreren Sammlerkreis abzielten.
Doch bald entstand im Untergrund eine regelrechte Industrie. Waren Bootlegs in Europa und Japan zu Beginn eher sporadische Produkte und wohl kaum kommerziell ausgerichtet, brachten US-Bootleg-Firmen wie Trademark of Quality, The Amazing Kornyphone Record Label und Contraband ganze Serien von Konzertmitschnitten auf Schallplatten heraus. Dabei erschienen zahlreiche Vinyl-Bootlegs bei verschiedenen Labels unter jeweils unterschiedlichen Titeln, vornehmlich um der Nachfrage der Sammler gerecht zu werden beziehungsweise den unbedarften Fans ein neues Bootleg zu verkaufen.
Der Grundstein für eine Kommerzialisierung war damit gelegt, doch geschah diese kurioserweise in Europa. Bootlegs zielten bald auf Masse ab, wobei allerdings darauf geachtet wurde, dass die Tonqualität stimmte und auch die Produktion. In den 1980er und 1990er Jahren ging man so weit, sich an streng limitierten Radioproduktionen wie King Biscuit Flower Hour und BBC Rock Hour aus den USA zu vergreifen, die seit Beginn der 1970er Jahre komplette Mitschnitte von Konzerten auf streng limitierten Tonträgern herausbrachten, die eine Auflage von 250 bis 300 Stück hatten. So kamen zum Beispiel unter dem Namen BBC Transcription Services damals ganze Konzertmitschnitte auf den Markt, die dem Käufer vorgaukelten, es handele sich um BBC-Promotionschallplatten. Die Qualität der Aufmachung war so gut, dass es die LPs in ganz normalen Schallplattenläden zu kaufen gab. Es gab aber auch Bootlegs von bekannten Künstlern, die Aufnahmen enthielten, die nicht das Geringste mit den Künstlern gemeinsam hatten, außer dass deren Songs von irgendwelchen Garagenbands „zusammengeschrammelt“ wurden, wie es bei den LPs Live Experience ’70 und Jimi Hendrix, Live Experience 70 (Tribute to Jimi Hendrix Vol. V) vorkam, die als Bootleg von Jimi Hendrix angeboten wurden.
Die Zahl der Titel wuchs stetig an, obwohl die Plattenindustrie Bootlegger strafrechtlich verfolgen ließ. Die Tonqualität der Raubpressungen reichte von exzellent bis schauderhaft, aber das Gerücht, wonach diese Platten ausschließlich katastrophale Aufnahmen enthalten würden, entsprang wohl eher dem Wunschdenken der Industrie.

## Klangeinstellung
Für Bootlegsammler gehört häufig ein Equalizer zur Grundausstattung. Mit Hilfe von Referenzwerten aus Büchern und Zeitschriften, die sich mit Bootlegs befassen, wie zum Beispiel die Hot Wacks Books, kann man so die optimale Klangeinstellung für bestimmte Bootlegs vornehmen. Als Beispiele sind folgende drei aufgeführt:

Equalizereinstellung für das Bootleg: The Who – Anaheim Stadium, Los Angeles, 21. März 1976
Equalizereinstellung für das Bootleg: Led Zeppelin – Melbourne, Australia, 20. Februar 1971
Equalizereinstellung für das Bootleg: Jimi Hendrix – Singer Bowl, NYC, 23. August 1968

## Strafrechtliche Verfolgung
Nach Schätzungen der International Federation of the Phonographic Industry (IFPI) stieg der jährliche Umsatz an illegalen Tonträgern seit 1967 von 100 Millionen Dollar auf fast 1,5 Milliarden Dollar (1989). Das Gesamtumsatzvolumen der Platten-Piraten durch den Vertrieb von Bootlegs lag nach einer Schätzung der IFPI bis zum Jahr 1989 bei 25 Milliarden Dollar. Im Jahr 1997 gab ein Sprecher der Recording Industry Association of America an, dass der jährliche Verlust der Plattenindustrie bei 10 Milliarden Dollar lag und sie die Bekämpfung der Platten-Piraten weiter verstärken will.
Den wohl größten Erfolg bei der Bekämpfung von Bootlegs in Deutschland hatte Anfang der 1990er Jahre die IFPI: Bei Hausdurchsuchungen in Elmshorn und Pinneberg wurden insgesamt 100.000 Tonträger (70.000 CDs und 30.000 LPs) im Gesamtwert von etwa 2,6 Millionen Mark sichergestellt und bei Teldec vernichtet. 1997 wurden in den Vereinigten Staaten dreizehn führende Mitglieder der Bootleggerszene verhaftet, dabei wurden 800.000 Bootleg-CDs sichergestellt und anschließend vernichtet. Später wurden sie insgesamt zu 230 Jahren Gefängnis verurteilt.

## Bekannte Beispiele
Am weitesten verbreitet waren Konzertmitschnitte und Studioaufnahmen der großen Rockstars wie AC/DC, Bob Dylan, David Bowie, Frank Zappa, Genesis, Guns n’ Roses, Led Zeppelin, Metallica, Pink Floyd, Prince, Queen, Slayer, The Beatles, The Rolling Stones und The Who. Für manche Künstler war es eine Frage des Prestiges, dass Raubpressungen von ihren Konzerten erschienen – ein Indiz dafür, dass sie es geschafft hatten. Von Mick Jagger ist bekannt, dass er Bootlegs sammelte. The Who ließen ihre Platte Live at Leeds in der Aufmachung einer Schwarzpressung erscheinen. Paul McCartney nannte eins seiner Live-Alben The Official Bootleg.
Unter dem Namen Beat the Boots veröffentlichte Frank Zappa offiziell LPs von vorher illegal veröffentlichten Bootlegs seiner Konzerte, da er sich darüber ärgerte, dass andere Geld mit seiner Arbeit verdienten. Darunter waren die Aufnahmen Saarbrücken 1978 und As An Am.
Zahlreiche Konzerte der Beatles wurden auf Schwarzpressungen veröffentlicht. Weit bedeutender sind jedoch die Bootlegs der Studioaufnahmen, etwa aus den Aufnahmesessions zum Album Let It Be. Dort bekommt man einen Eindruck davon, wie die Beatles im Studio arbeiteten. Übrigens stammen einige Bootlegs offensichtlich von Bändern, die im Studio als entbehrlich weggeworfen worden sind und in die Hände von Sammlern gelangt waren. Dasselbe passierte bei Elvis Presley, als ein Fan Bänder von RCA-Aufnahmen für die Elvis-Filme fand und sie unter dem Titel Behind Closed Doors 1976 in einer 4-LP-Box veröffentlichte.
Eine weitere wichtige Veröffentlichung war ein weiteres Werk der Beatles: die unbearbeitete Version von Let It Be, also die Fassung, die entstand, bevor Phil Spector das Material mit Streichern und Chören aufgemischt hatte.
Ausschließlich als Bootleg erhältlich ist das 1972 von Epic Records produzierte Studioalbum der Gruppe Wicked Lester, das nie veröffentlicht wurde. Die von Gene Simmons und Paul Stanley gegründete Gruppe wurde 1973 in Kiss umbenannt.
Als sensationell empfand man die Veröffentlichung einer überarbeiteten Version eines Bootlegs der Rolling Stones (Oakland Coliseum, 9. November 1969), das unter dem gleichen Titel Liver than You’ll Ever Be bei dem Label Oakland Records erschien. Diese Aufnahme zählt zu den meist kopierten Bootlegs überhaupt. Sogar im Musikmagazin Rolling Stone erschien eine Besprechung, und es wurde behauptet, dass die Rolling Stones selbst das Band mit der Stereoaufnahme zur Verfügung gestellt hätten; in Wirklichkeit war das Konzert nur monaural mitgeschnitten worden. Ob die Rolling Stones das Band zur Verfügung gestellt hatten, wurde nie geklärt, brachte aber den Bootleggern ein erhöhtes Prestige ein, zumal sie im Ruf standen, die Musik aus den Händen der geldgierigen Industrie befreit zu haben. Die Rolling Stones sahen sich veranlasst, als Reaktion das Live-Album Get yer Ya-ya’s Out! zu veröffentlichen. Auf der Schwarzpressung war die Atmosphäre des Konzerts zu spüren, während die offizielle Veröffentlichung im Studio stark nachbearbeitet wurde.
Ein weiteres der ersten Rolling-Stones-Bootlegs mit dem Titel Bright Lights Big City enthielt die Demoaufnahmen für IBC aus dem Jahr 1962 in sehr guter Qualität. Bald darauf erschienen die legendären Konzerte im Londoner Hyde Park 1969 und einige Songs vom Altamont Free Concert 1969. Die Aufnahmen von der US-Tournee 1972 und der Europa-Tournee 1973 zeigen den Gitarristen Mick Taylor in absoluter Hochform. Die Aufnahmen von den Konzerten in London und Brüssel (Doppelalbum Nasty Music, CD Brussels Affair) vom September/Oktober 1973, als offizielle Live-Platte vorgesehen und aus rechtlichen Gründen nicht veröffentlicht, dürften die besten Konzertaufnahmen der Rolling Stones überhaupt sein. Sie entstammen einer Sendung von Radio Luxemburg. Erst 2011 veröffentlichten die Rolling Stones Aufnahmen von den beiden Konzerten in Brüssel als offizielles Download-Album und nannten es nach dem Bootleg The Brussels Affair ’73.
Von weiteren Tourneen wurden Radiomitschnitte auf Schallplatten und CDs gepresst, zum Beispiel aus Passaic und Fort Worth 1978, Hampton 1981, Atlantic City 1989, London 1990, Miami 1995. Interessant sind häufig auch Publikumsmitschnitte, die die Atmosphäre während eines Konzertes besser wiedergeben, da bei den Radioaufnahmen mit einer erheblichen Nachbearbeitung und mit zahlreichen Overdubs zu rechnen ist.
Bob Dylan gehört zu den Künstlern mit den meisten Bootleg-Veröffentlichungen. Jahre nach dem Erscheinen der Schwarzpressung Great White Wonder veröffentlichte er 1975 die darauf enthaltenen Basement Tapes offiziell. Auch eine Aufnahmesession mit Johnny Cash war nur auf einer Schwarzpressung erhältlich. Ansonsten erschienen unzählige Platten mit Konzertaufnahmen von ihm, darunter das Konzert mit den Hawks in Manchester 1966 unter dem Titel Royal Albert Hall – May 27, 1966 und der berühmte Auftritt beim Isle of Wight Festival 1969. Bis zur Gegenwart gibt es nur wenige Konzerte, von denen kein Tondokument existiert. Bob Dylan nimmt in seiner offiziell erschienenen Plattenreihe The Bootleg Series – in der auch der von den Schwarzpressungen bekannte Konzertmitschnitt aus Manchester 1966 in brillanter Qualität erschienen ist (The Bootleg Series Vol. 4 Bob Dylan Live 1966 The “Royal Albert Hall” Concert) – mit unveröffentlichten Live-Aufnahmen direkten Bezug auf die Schwarzpressungen.
Auch nicht wenige Schwarzpressungen gibt es von Elvis Presley, doch zahlreiche der bekannten Bootlegs und auch neue Konzertaufnahmen und Studiomitschnitte wurden mittlerweile auf dem offiziellen Label FTD (Follow That Dream) veröffentlicht, das die Plattenfirma BMG im Jahr 1999 eigens für die unzähligen Elvis-Fans ins Leben gerufen hatte. Auf diesem Label wurde unter anderem auch ein Publikumsmitschnitt des Konzerts, das Elvis am 31. Dezember 1976 in Pittsburgh gab, veröffentlicht. Dieses Konzert gilt unter den Fans als eines der besten des King of Rock & Roll und wurde über die Jahre hinweg unter den verschiedensten Namen wieder und wieder inoffiziell veröffentlicht. Im Jahr 2003, 26 Jahre nach der ersten Bootleg-Veröffentlichung unter dem Titel Rockin’ With Elvis New Years’ Eve (1977), entschloss sich die Plattenfirma BMG endlich, die Aufnahmen offiziell und in bestmöglicher Tonqualität an den Fan zu bringen. Das Konzert erschien unter dem Titel Elvis New Year’s Eve und enthält Raritäten wie Auld Lang Syne und Rags to Riches, wobei Elvis letzteren Song nur ein einziges Mal auf der Bühne zum Besten gegeben hat. Interessant sind auch die legendären Sessions des Million Dollar Quartet mit Johnny Cash, Jerry Lee Lewis und Carl Perkins, die Sam Phillips am 4. Dezember 1956 in den Sun-Records-Tonstudios mitgeschnitten hat. Elvis’ Beteiligung an diesen Aufnahmen wurde früher oft in Frage gestellt, da sie wegen mangelhafter Tonqualität nicht nachzuweisen war. Von den Aufnahmesessions zum Album Blue Hawaii (1962) sind Mitschnitte der Studiosessions erschienen, mit denen beispielsweise die Entstehung des Hits Can’t Help Falling in Love with You detailliert nachzuvollziehen ist.
Die Fortsetzung des Siegeszuges für die Bootlegger und die zahlreichen Fans war der von verschiedenen Weggefährten bestätigte Umstand, dass man nach Elvis’ Tod ein Bootleg mit dem Titel The Legend Lives On in dessen Sammlung finden konnte, mit einer längeren Konzertsequenz aus einem Konzert des Jahres 1969 in einer für damalige Verhältnisse ansprechenden Qualität. Die Erstpressung dieses Bootlegs ist in Elvis-Sammlerkreisen ein wirkliches Juwel.
Bis zum Ende 2005 wurden im europäischen Raum etwa 1200 Bootleg-CDs von Elvis Presley veröffentlicht, viele enthalten bis zu diesem Zeitpunkt unveröffentlichtes Material, einige davon in sensationeller Qualität. Vereinzelte Songs, die hier zu finden sind, wurden niemals offiziell veröffentlicht.
Den Höhepunkt der Bootleg-Veröffentlichungen bildete das 70-LP-Paket The Final Option von Led Zeppelin, das 1969/1970 auf Central Park erschienen ist. In dieser Luxusausgabe in einem Plexiglas-Koffer, limitiert auf 150 Exemplare, waren diverse Aufnahmen der Gruppe versammelt. Eine solch breite Anthologie hat es sonst nicht mehr gegeben. Wenig später erschien eine 72er-Version des LP-Pakets, die zusätzlich die Aufnahmen von A Wrench In The Works enthielt.
Ein gutes Beispiel für die Bedeutung von Schwarzpressungen für die Würdigung einer Musikkarriere ist Van Morrison, ein Künstler, der immer wieder Konzerte für das Radio mitschneiden ließ. Anhand dieser Radiomitschnitte kann man seine gesamte Konzertkarriere verfolgen, da eine Nachbearbeitung in aller Regel nicht mehr stattfand. Von den frühesten Aufnahmen 1970 bis zu den Radiomitschnitten der Jahre nach 2000 dürfte die Zahl seiner Radiokonzerte bei über 100 liegen. Einige davon (zum Beispiel San Francisco 1971, New York und Los Angeles 1978, Essen 1982, Montreux Jazz Festival 1980, 1984 und 1990, Dublin 1995, Basel 2000) übertreffen die offiziellen Liveplatten mit Ausnahme des Albums It’s Too Late to Stop Now deutlich, was Repertoire und Darbietung angeht. Aber es gibt auch exzellente Mitschnitte, die aus dem Publikum heraus gemacht wurden. Von der Doppel-CD Pagan Streams (Utrecht 1991) war Van Morrison so angetan, dass er einige Stücke von der Schwarzpressung auf einer offiziellen Maxi-CD veröffentlichte.
Bruce Springsteen dagegen verhielt sich ambivalent: Am Anfang seiner Karriere trat er offen für die Bootlegs ein; als er aber die ersten großen Erfolge verzeichnen konnte, klagte er gegen Bootlegger. Inzwischen sind jedoch zahlreiche Springsteen-Bootlegs erschienen. Man kann davon ausgehen, dass es ab 1992 kein Konzert von Bruce Springsteen gibt, das nicht illegal mitgeschnitten wurde. Mittlerweile gibt es von jedem Konzert gleich mehrere Mitschnitte.
Im Fall des Pink-Floyd-Bootlegs The Best of Tour ’72 – später auch erschienen als In Celebration of the Comet – erschien eine live aufgenommene Rohversion ihres späteren Klassikers The Dark Side of the Moon sogar noch, bevor die eigentliche Studio-LP regulär im Handel erhältlich war. Durch relativ gute Klangqualität und perfekte Cover-Aufmachung übernahmen damals viele reguläre Händler diese LP in ihr Sortiment, ohne von der illegalen Herkunft dieser Aufnahme zu wissen. Von der LP British Winter Tour wurden mehrere 10.000 Stück abgesetzt. Die Platte, die in einem Hochglanzcover daherkam, war damals eines der bestverkauften Bootlegs der Geschichte. Zu hören sind drei Songs von einem Konzert in Stoke-on-Trent 1974: Shine On You Crazy Diamond, das offiziell 1975 auf dem Pink-Floyd-Album Wish You Were Here erschien, sowie Raving And Drooling und Gotta Be Crazy – Rohversionen mit teilweise völlig anderen Liedtexten, die offiziell erst 1977 als die Musikstücke Sheep und Dogs auf dem Album Animals veröffentlicht wurden.
Ein größeres Sammlerwerk von Bootlegs unter dem Label Tangerine Tree erschien innerhalb einer Fangemeinde der Band Tangerine Dream. Musikgeschichtlich sind dabei die 1970er Jahre interessant, in denen die Band in den meisten Konzerten ausschließlich improvisierte. Auf diese Weise haben diese Bootlegs sogar zu einer intensiven Würdigung dieser Schaffensperiode beigetragen, die sich in offiziellen Alben so nicht wiedergeben lässt. Mittlerweile wurde dieses Projekt von der Band untersagt, da es als beeinträchtigend für den Verkauf von offiziellen Alben gesehen wird.
Eines der in der Musikgeschichte meistverkauften Bootlegs ist das von Prince im Jahr 1987 erschienene Black Album, von dem über 250.000 Exemplare in Vinyl- oder CD-Form abgesetzt wurden, Kompaktkassetten nicht mitgezählt
Einige der meistgesuchten Bootlegs sind:
| Band                     | Titel                       | Details                                     | Erscheinungsjahr | Auflage (Stück) |
| ------------------------ | --------------------------- | ------------------------------------------- | ---------------- | --------------- |
| Queen                    | Absolutely Enthusiastic     | 2-LP-Set, farbiges Vinyl – TFKRL 9002-2     |                  | 300             |
| Rolling Stones           | Atlantic City               | 3-LP-Set, farbiges Vinyl, Poster A3, Single |                  | 500             |
| Neil Young & Crazy Horse | Don’t Spook The Crazy Horse | 2-CD-Box-Set, Bonus-Single, 4 Poster        |                  | 1000            |

Auch alle Schallplatten auf Metallbasis Metal Acetate (Geil Records & UFO Records), bei denen es sich um sehr seltene japanische Pressungen handelt, sind begehrt.

## Autorisierter Mitschnitt
Neue Maßnahmen gegen Schwarzpressungen ergriffen einige Gruppen seit dem Jahr 2000, indem sie unmittelbar nach Ende des Konzerts einen Mitschnitt auf CD anboten. Musiker können so von der von den Sammlern ausgehenden Nachfrage profitieren.
Die Rockband Pearl Jam zum Beispiel begann mit dem Veröffentlichen von autorisierten Bootlegs mit ihren Welttourneen 2000/2001 und 2003. Begründet wurde dieser Schritt in diesem Fall nicht damit, Bootleggern den Nährboden zu entziehen, denn die Band stand Bootlegs schon immer positiv gegenüber, sondern um den Fans Mitschnitte in guter Qualität zu garantieren. Das Tauschen dieser über den Fanclub günstig vertriebenen Bootlegs unter den Fans ist ausdrücklich erlaubt.
Im Gegensatz zu den vielen Musikern, die Bootlegs mit allen juristischen Mitteln verfolgen, hat die Gruppe Grateful Dead den anderen Weg beschritten. Bei ihren Konzerten wurden spezielle Bereiche abgetrennt, damit die Fans dort ihre portablen Anlagen zum Mitschneiden der Konzerte aufbauen konnten. Diese Aufnahmen wurden, beziehungsweise werden zwischen den Fans getauscht, etliche sind auch auf Platten oder CDs veröffentlicht worden. Grateful Dead bietet diese Konzertmitschnitte im Internet zum kostenlosen Download an. Trotz dieser Vorgehensweise gehörte die Musikgruppe über etliche Jahre zu den bestverdienenden in den USA.
Auch andere Bands stehen Mitschnitten nicht völlig ablehnend gegenüber, was etwa in der Ansage des Musikers Jon Bon Jovi „Bootleggers, roll your tapes now“ Ausdruck findet, bevor die Band Bon Jovi einen seltenen Song spielt. David Gilmour sagt auf der DVD David Gilmour in Concert, bevor die Band zum ersten Mal live das Stück Smile spielt „… so please turn on your tape machines now“. Die deutsche Band Die Ärzte unterstützt das Projekt Kill Them All, wo Die-Ärzte-Bootlegs gratis heruntergeladen werden können, damit Schwarzkopierer kein Geld verdienen. Andere Gruppen wie etwa Dream Theater vertreiben ihre Bootlegs offiziell. Selbiges tut auch die Band Queen, und spendet alle Erlöse dem Mercury Phoenix Trust.
Auf der DVD Pulse von Pink Floyd finden sich unter dem Titel Bootlegging the Bootleggers insgesamt vier Bonus-Tracks, die aus verschiedenen illegal angefertigten Videoaufnahmen zusammengesetzt wurden. Seit 2011 jedoch lässt Pink Floyd, vertreten durch die Pink Floyd (1987) Ltd., in Deutschland Anbieter von Bootlegs auf den Auktionsplattformen Ebay und Hood.de durch die Anwaltskanzlei Sasse&Partner abmahnen.
Von der deutschen Band Böhse Onkelz gibt es eine Vielzahl an Bootlegs, die aus verschiedenen unautorisierten Pressungen mit unveröffentlichtem Demo-Material und Live-Mitschnitten auf CD oder LP bestehen. Teilweise werden diese sogar in den näheren Oststaaten gepresst und verkauft. Eine Vielzahl der Bootlegs konnten die Fans bis vor einiger Zeit frei zugänglich mit Duldung der Band von der Website onkelzbootlegs.de kostenlos herunterladen. Dies ist mittlerweile nur noch nach Registrierung möglich. Laut eigenen Angaben sind die Böhsen Onkelz die am meisten gebootleggte Band Deutschlands.
Die Ska-Band Ska-P steht ebenfalls Bootlegs gelassen gegenüber. Ihre Meinung gleicht der von Die Ärzte. Sie dulden die Website ska-p.de.ms, von der man etliche Bootlegs der Band herunterladen kann, um Bootleggern deren illegale Geldquelle versiegen zu lassen.
Auch in der Reggae-Szene herrscht allgemein eine liberale Einstellung gegenüber Bootleggern; jedoch ist der Begriff Bootleg im Umfeld der Reggae-Sammler recht unbeliebt. Dafür ist in der Tauschszene oft der Satz Reggae live music is for sharing, not for selling geläufig. Zahlreiche Reggaebands erlaubten das Aufnehmen ihrer Konzerte zum privaten Gebrauch oder zum Tauschen untereinander, so zum Beispiel Bob Marley & The Wailers, Peter Tosh, Toots & the Maytals, Jimmy Cliff, Inner Circle und Jacob Miller.
Wie Grateful Dead erlauben auch heute noch viele Künstler und Bands ihren Fans, Konzerte für private Zwecke aufzunehmen. Zu ihnen zählen unter anderem die Allman Brothers Band, … And You Will Know Us by the Trail of Dead, Black Crowes, Buckethead, Counting Crows, Gov’t Mule, U2, Iron Maiden, Dave Matthews Band, Metallica, Phish, Queens of the Stone Age, Radiohead, Sonic Youth, Therapy?, Widespread Panic und Wilco.

## Verwendete Geräte

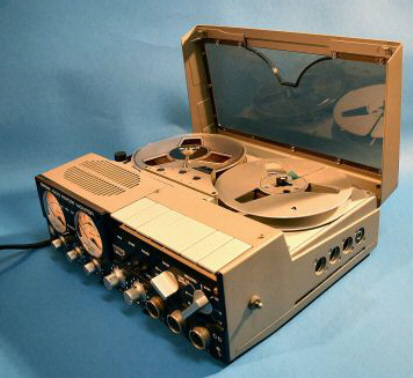
Uher Report 4400

Die beliebtesten Geräte der deutschen Profibootlegger waren die Tonbandgeräte der Uher-Report-4000er Serie (4000, 4200, 4400). Mit Maßen von etwa 300 mm × 95 mm × 230 mm waren sie nicht viel größer als ein Kassettenrekorder, hatten aber vier Geschwindigkeiten (2,4 / 4,75 / 9,5 / 19 cm/s.) zur Auswahl und standen den großen Tonbandmaschinen in nichts nach, die Report-Monitor-Serie arbeitete durchaus auf dem Niveau von Studiomaschinen. Die Aufnahmezeit im Batteriebetrieb betrug mindestens zwei bis zweieinhalb Stunden, je nach Batterie- oder Akkutyp. Aber auch Diktiergeräte und Kassettenrekorder kamen zum Einsatz, was sich natürlich in der Aufnahmequalität bemerkbar machte. Seit den 1990er Jahren werden fast ausschließlich digitale Aufnahmegeräte, wie DAT- und MiniDisc-Rekorder, benutzt. Hierbei reicht die Aufnahmezeit im Batteriebetrieb von drei bis fünf Stunden völlig aus. Durch die Digitaltechnik lassen sich die Aufnahmen inzwischen verlustfrei kopieren.